# Matías Zaldivia
Matías Ezequiel Zaldivia (* 22. Januar 1991 in San Isidro, Buenos Aires) ist ein argentinisch-chilenischer Fußballspieler. Der Innenverteidiger gewann 2023 mit Chile die Silbermedaille bei den Panamerikanischen Spielen.

## Karriere

### Verein
Matías Zaldivia kam aus der Jugend der Chacarita Juniors und debütierte dort im Oktober 2010 beim Spiel gegen CAI Comodoro Rivadavia in der Primera Nacional B. Am Saisonende stieg der Klub ab. Zaldivia konnte in der Primera B in den beiden Folgejahren gute Leistungen zeigen und wurde vom amtierenden Meister Arsenal de Sarandí verpflichtet. Mit Sarandí gewann er die Copa Argentina 2012/13 und die Supercopa Argentina 2012 und spielte in der Copa Libertadores 2014. Im Juli 2015 verstärkte der Innenverteidiger dann den chilenischen Spitzenklub CSD Colo-Colo, mit dem er in der Transición 2017 chilenischer Meister wurde. Bei den Albos blieb Zaldivia bis 2022 und erhielt nach fünf Jahren in Chile die chilenische Staatsangehörigkeit. Nach Ablauf seines Vertrags wechselte Zaldivia zu CF Universidad de Chile.

### Nationalmannschaft
Im Juni 2023 debütierte Zaldivia unter Eduardo Berizzo für die chilenische A-Nationalmannschaft beim 3:0-Erfolg im Freundschaftsspiel gegen Kuba.
Matías Zaldivia nahm im Oktober 2023 mit der U-23-Nationalmannschaft als einer der drei älteren Spieler an den Panamerikanischen Spielen teil. Chile gewann die Silbermedaille und verpasste den Sieg im Finale gegen Brasilien nur knapp im Elfmeterschießen.

## Erfolge
Arsenal de Sarandí
- Copa Argentina: 2012/13
- Supercopa Argentina: 2012

Colo-Colo
- Primera División: 2017-T
- Copa Chile: 2016
- Supercopa de Chile: 2017, 2018

Chile U-23
- Silbermedaille bei den Panamerikanischen Spielen: 2023